# Dipropylène glycol
Le dipropylène glycol est un mélange de trois isomères de constitution : le 2,2′-oxydi-1-propanol, le 1,1′-oxydi-2-propanol et le 2-(2-hydroxypropoxy)-1-propanol. C'est un liquide incolore, quasiment sans odeur avec un haut point d'ébullition et peu volatil, peu toxique, visqueux et hygroscopique,.

## Propriétés des composants
| Dipropylèneglycol  |                                         |                                         |                                                                      |
| Nom                | 2,2′-Oxydi-1-propanol                   | 1,1′-Oxydi-2-propanol                   | 2-(2-Hydroxypropoxy)-1-propanol                                      |
| Structure          |                                         |                                         |                                                                      |
| Numéro CAS         | 108-61-2                                | 110-98-5                                | 106-62-7                                                             |
| PubChem            | 92739                                   | 8087                                    | 32881                                                                |
| Formule brute      | C6H14O3                                 | C6H14O3                                 | C6H14O3                                                              |
| Masse molaire      | 134,2 g/mol                             | 134,2 g/mol                             | 134,2 g/mol                                                          |
| Apparence          | liquide                                 | liquide                                 | liquide                                                              |
| Description        | incolore, hydrocopique, quasi inodorant | incolore, hydrocopique, quasi inodorant | mélange de deux paires d'énantiomères, diastéréoisomères entre elles |
| Point de fusion    | −32 °C                                  | −40 °C                                  |                                                                      |
| Point d'ébullition | 231 °C                                  | 228 à 236 °C                            |                                                                      |
| Masse volumique    | 1,02 g/cm3                              | 1,021−1,025 g/cm3                       |                                                                      |
| Solubilité         | miscible à l'eau                        | miscible à l'eau                        |                                                                      |
| Pression de vapeur | 0,01 hPa à 20 °C                        | 1,28 Pa à 20 °C                         |                                                                      |
| SGH                | aucun                                   | aucun                                   |                                                                      |
| DL50               | 14 900 mg/kg (rat, oral)                | 14 900 mg/kg (rat, oral)                |                                                                      |

## Synthèse
Le dipropylène glycol est issu du propane-1,2-diol et du 1,2-époxypropane :
Le 1,1'-oxydi-2-propanol est l'isomère dominant.
Le dipropylène glycol est l'une des substances chimiques produites en grandes quantités (high production volume chemicals (en), HPVC)  et pour l'Organisation de coopération et de développement économiques (OCDE), une base de données sur les dangers possibles (Screening Information Dataset, SIDS).

## Utilisation
Le dipropylène glycol comme mélange d'isomères est utilisé comme solvant pour des applications sensibles aux odeurs telles que les arômes et les cosmétiques. Il est également utilisé comme hydratant dans de nombreuses applications cosmétiques. Le 2,2'-oxydi-1-propanol sert principalement comme matière première pour divers composés chimiques tels que les polyesters et les polyuréthanes. C'est un solvant pour l'acétate de cellulose, des nitrates organiques et des pesticides.

## Stéréoisomérie
Tout atome de carbone sp3 (c'est-à-dire de géométrie tétraédrique) ayant tous ces substituants différents est dit « stéréogène », induisant une chiralité car non superposable à son image dans un miroir (comme main droite et main gauche). Chaque isomère du dipropylène glycol ayant deux atomes de ce type, chacun des isomères est en réalité un mélange de paires d'énantiomères et de composé méso pour les deux isomères ayant un plan de symétrie, décrits en détail sur C6H14O3 ; ainsi d'ailleurs que les produits de synthèse qui, ayant chacun d'entre eux aussi un centre stéréogène, sont des racémiques, c'est-à-dire les mélanges d'une paire d'énantiomères.